# Война срещу Литос
Войната срещу Литос е конфликт от 221 – 219 пр. Хр., сочен като „най-голямата война в историята на Крит“ през Древността.

## Начало
През 221 г. пр. Хр. двете най-силни градове-държави в Крит – Кносос и Гортина, обединяват силите си, за да наложат обща хегемония над острова. Те повеждат война срещу Литос, тъй като жителите му отказват да се подчинят. Възползвайки се от отсъствието на литоската войска (потеглила на поход срещу Дрерос), кнососците нападат и разрушават Литос, отвеждайки жените и децата в робство. Незасегнатите от този погром литосци мигрират на запад, намират подслон в град Лаппа и оттам продължават войната.

## Разрастване
Междувременно, противниците на Кносос в самия Гортин се разбунтуват. Размириците са овладени с помощта на 1 000 бойци от Етолия, но срещу Кносос въстават Лаппа, Полирен, Елевтерна и други критски градове. Тъй като Кносос е твърде силен с поддръжката на Етолия и Родос, въстаниците измолват помощни войски от македонския цар Филип V и Ахейския съюз. На свой ред, в борбата помежду си Етолия и Филип получават войски от своите критски съюзници. Така войната срещу Литос се преплита със Съюзническата война, водена по същото време в Елада.

## Край
Военните действия в Крит се водят с голямо ожесточение. Градовете Дрерос и Милатос са разрушени от литосците. Много критяни мигрират в Милет на малоазийския бряг. Накрая коалицията, поддържана от македони и ахейци, се налага над Кносос. Разрушеният в началото на войната Литос е възстановен. Към 217 или 216 г. пр. Хр. критските градове, сред които и Кносос, се обединяват във федерация (койнон) начело с Филип V. Номиналното македонското господство над Крит продължава десетина години – до т.нар. Критска война от 205 – 200 г. пр. Хр.